# Pseudopanurgus citrinifrons
Pseudopanurgus citrinifrons är en biart som först beskrevs av Henry Lorenz Viereck 1903.  Pseudopanurgus citrinifrons ingår i släktet Pseudopanurgus och familjen grävbin. Inga underarter finns listade i Catalogue of Life.